# Inder Singh
Inder Singh (in hindī ਇੰਦਰ ਸਿੰਘ; Phagwara, 23 dicembre 1943) è un ex calciatore e allenatore di calcio indiano.

## Carriera

### Nazionale
Ha partecipato alla Coppa d'Asia 1964, nella quale è stato capocannoniere del torneo alla pari con l'israeliano Mordechai Spiegler; l'India è inoltre anche stata finalista perdente del torneo.

## Statistiche

### Cronologia presenze e reti in nazionale
| Cronologia completa delle presenze e delle reti in nazionale ― India | Cronologia completa delle presenze e delle reti in nazionale ― India | Cronologia completa delle presenze e delle reti in nazionale ― India | Cronologia completa delle presenze e delle reti in nazionale ― India | Cronologia completa delle presenze e delle reti in nazionale ― India | Cronologia completa delle presenze e delle reti in nazionale ― India | Cronologia completa delle presenze e delle reti in nazionale ― India | Cronologia completa delle presenze e delle reti in nazionale ― India |
| Data                                                                 | Città                                                                | In casa                                                              | Risultato                                                            | Ospiti                                                               | Competizione                                                         | Reti                                                                 | Note                                                                 |
| -------------------------------------------------------------------- | -------------------------------------------------------------------- | -------------------------------------------------------------------- | -------------------------------------------------------------------- | -------------------------------------------------------------------- | -------------------------------------------------------------------- | -------------------------------------------------------------------- | -------------------------------------------------------------------- |
| 27-5-1964                                                            | Haifa                                                                | Corea del Sud                                                        | 0 – 2                                                                | India                                                                | Coppa d'Asia 1964                                                    | 1                                                                    |                                                                      |
| 29-5-1964                                                            | Jaffa                                                                | Israele                                                              | 2 – 0                                                                | India                                                                | Coppa d'Asia 1964                                                    | -                                                                    |                                                                      |
| 29-5-1964                                                            | Jaffa                                                                | India                                                                | 3 – 1                                                                | Hong Kong                                                            | Coppa d'Asia 1964                                                    | 1                                                                    |                                                                      |
| 24-8-1964                                                            | Kuala Lumpur                                                         | Malaysia                                                             | 1 – 1                                                                | India                                                                | Pestabola Merdeka 1964                                               | -                                                                    |                                                                      |
| 27-8-1964                                                            | Kuala Lumpur                                                         | India                                                                | 4 – 0                                                                | Cambogia                                                             | Pestabola Merdeka 1964                                               | 1                                                                    |                                                                      |
| 29-8-1964                                                            | Kuala Lumpur                                                         | Thailandia                                                           | 1 – 2                                                                | India                                                                | Pestabola Merdeka 1964                                               | -                                                                    |                                                                      |
| 4-9-1964                                                             | Kuala Lumpur                                                         | Corea del Sud                                                        | 1 – 2                                                                | India                                                                | Pestabola Merdeka 1964                                               | 1                                                                    |                                                                      |
| 6-9-1964                                                             | Kuala Lumpur                                                         | India                                                                | 0 – 1                                                                | Birmania                                                             | Pestabola Merdeka 1964                                               | -                                                                    |                                                                      |
| 10-12-1966                                                           | Bangkok                                                              | Giappone                                                             | 2 – 1                                                                | India                                                                | Giochi asiatici 1966                                                 | -                                                                    |                                                                      |
| 12-12-1966                                                           | Bangkok                                                              | Malaysia                                                             | 1 – 2                                                                | India                                                                | Giochi asiatici 1966                                                 | 1                                                                    |                                                                      |
| 13-12-1966                                                           | Bangkok                                                              | India                                                                | 1 – 4                                                                | Iran                                                                 | Giochi asiatici 1966                                                 | -                                                                    |                                                                      |
| 12-8-1967                                                            | Kuala Lumpur                                                         | Thailandia                                                           | 1 – 1                                                                | India                                                                | Pestabola Merdeka 1967                                               | -                                                                    |                                                                      |
| 16-8-1967                                                            | Kuala Lumpur                                                         | India                                                                | 4 – 0                                                                | Hong Kong                                                            | Pestabola Merdeka 1967                                               | -                                                                    |                                                                      |
| 16-8-1967                                                            | Kuala Lumpur                                                         | Malaysia                                                             | 0 – 0                                                                | India                                                                | Pestabola Merdeka 1967                                               | -                                                                    |                                                                      |
| 20-8-1967                                                            | Kuala Lumpur                                                         | Vietnam del Sud                                                      | 1 – 0                                                                | India                                                                | Pestabola Merdeka 1967                                               | -                                                                    |                                                                      |
| 22-8-1967                                                            | Kuala Lumpur                                                         | Taiwan                                                               | 1 – 1                                                                | India                                                                | Pestabola Merdeka 1967                                               | 1                                                                    |                                                                      |
| 26-8-1967                                                            | Kuala Lumpur                                                         | Indonesia                                                            | 3 – 0                                                                | India                                                                | Pestabola Merdeka 1967                                               | -                                                                    |                                                                      |
| 12-11-1967                                                           | Rangoon                                                              | Birmania                                                             | 2 – 0                                                                | India                                                                | Qual. Coppa d'Asia 1968                                              | -                                                                    |                                                                      |
| 15-11-1967                                                           | Rangoon                                                              | India                                                                | 1 – 1                                                                | Pakistan                                                             | Qual. Coppa d'Asia 1968                                              | -                                                                    |                                                                      |
| 18-11-1967                                                           | Rangoon                                                              | Cambogia                                                             | 3 – 1                                                                | India                                                                | Qual. Coppa d'Asia 1968                                              | -                                                                    |                                                                      |
| 11-8-1968                                                            | Kuala Lumpur                                                         | Malaysia                                                             | 2 – 1                                                                | India                                                                | Pestabola Merdeka 1968                                               | -                                                                    |                                                                      |
| 12-8-1968                                                            | Kuala Lumpur                                                         | Vietnam del Sud                                                      | 2 – 3                                                                | India                                                                | Pestabola Merdeka 1968                                               | -                                                                    |                                                                      |
| 15-8-1968                                                            | Kuala Lumpur                                                         | India                                                                | 1 – 1                                                                | Hong Kong                                                            | Pestabola Merdeka 1968                                               | -                                                                    | 88’                                                                  |
| 17-8-1968                                                            | Kuala Lumpur                                                         | India                                                                | 3 – 1                                                                | Birmania                                                             | Pestabola Merdeka 1968                                               | 1                                                                    |                                                                      |
| 19-8-1968                                                            | Kuala Lumpur                                                         | Thailandia                                                           | 1 – 0                                                                | India                                                                | Pestabola Merdeka 1968                                               | -                                                                    |                                                                      |
| 24-8-1968                                                            | Kuala Lumpur                                                         | Corea del Sud                                                        | 1 – 0                                                                | India                                                                | Pestabola Merdeka 1968                                               | -                                                                    |                                                                      |
| 29-8-1968                                                            | Singapore                                                            | Indonesia                                                            | 3 – 1                                                                | India                                                                | Amichevole                                                           | -                                                                    |                                                                      |
| 1-11-1969                                                            | Kuala Lumpur                                                         | India                                                                | 0 – 6                                                                | Birmania                                                             | Pestabola Merdeka 1969                                               | -                                                                    |                                                                      |
| 3-11-1969                                                            | Ipoh                                                                 | Singapore                                                            | 0 – 3                                                                | India                                                                | Pestabola Merdeka 1969                                               | -                                                                    | 31’                                                                  |
| 8-11-1969                                                            | Kuala Lumpur                                                         | Thailandia                                                           | 1 – 0                                                                | India                                                                | Pestabola Merdeka 1969                                               | -                                                                    |                                                                      |
| 26-7-1973                                                            | Kuala Lumpur                                                         | Vietnam del Sud                                                      | 1 – 2                                                                | India                                                                | Pestabola Merdeka 1973                                               | -                                                                    |                                                                      |
| 29-7-1973                                                            | Kuala Lumpur                                                         | Corea del Sud                                                        | 0 – 0                                                                | India                                                                | Pestabola Merdeka 1973                                               | -                                                                    |                                                                      |
| 1-8-1973                                                             | Kuala Lumpur                                                         | India                                                                | 3 – 0                                                                | Repubblica Khmer                                                     | Pestabola Merdeka 1973                                               | -                                                                    |                                                                      |
| 4-8-1973                                                             | Kuala Lumpur                                                         | Thailandia                                                           | 0 – 2                                                                | India                                                                | Pestabola Merdeka 1973                                               | 1                                                                    |                                                                      |
| 7-8-1973                                                             | Kuala Lumpur                                                         | Malaysia                                                             | 4 – 0                                                                | India                                                                | Pestabola Merdeka 1973                                               | -                                                                    |                                                                      |
| 10-8-1973                                                            | Kuala Lumpur                                                         | India                                                                | 1 – 1 dts (4-5 dtr)                                                  | Vietnam del Sud                                                      | Pestabola Merdeka 1973                                               | -                                                                    |                                                                      |
| Totale                                                               |                                                                      | Presenze                                                             | 36                                                                   |                                                                      | Reti                                                                 | 8                                                                    |                                                                      |

## Palmarès

### Giocatore

#### Individuale
- Capocannoniere della Coppa d'Asia: 1

1964 (2 gol, alla pari con Mordechai Spiegler)